# Kanton Grenoble-1
Der Kanton Grenoble-1 ist seit 1973 ein französischer Wahlkreis im Arrondissement Grenoble, im Département Isère und der Region Auvergne-Rhône-Alpes. Er umfasst den östlichen Teil der Stadt Grenoble.